# Nowa Jedność
Nowa Jedność (łot. Jaunā Vienotība, JV) – łotewska centroprawicowa koalicja założona w 2018 roku, reprezentowana w samorządach, Sejmie i Parlamencie Europejskim. Jej przewodniczącą jest premier Łotwy Evika Siliņa.  

## Historia
Koalicja wyborcza pod nazwą Nowa Jedność została zawarta w kwietniu 2018, na kilka miesięcy przed wyborami parlamentarnymi. W jej skład, oprócz centroprawicowej Jedności weszły trzy partie regionalne: Kuldīgas novadam, Valmierai un Vidzemei oraz Tukuma pilsētai un novadam. Później do koalicji przyłączyła się Jēkabpilska Partia Regionalna oraz Partia Łatgalska. 
Kandydatem nowej koalicji na premiera został europoseł Arturs Krišjānis Kariņš. W wyborach z 2018 roku ugrupowanie uzyskało 6,69% głosów i 8 mandatów w Sejmie. Następnie Nowa Jedność weszła w skład nowego rządu stworzonego przez Krišjānisa Kariņša, delegując do niego dwóch ministrów: Edgarsa Rinkēvičsa (sprawy zagraniczne) oraz Jānisa Reirsa (finanse). 
Koalicja wygrała wybory w 2022, uzyskując w nich 18,97% głosów i 26 mandatów, tworzy wraz ze Związkiem Zielonych i Rolników, Postępowymi, i Honorem Służyć Rydze koalicję rządzącą. 